# Móra Ferenc Múzeum

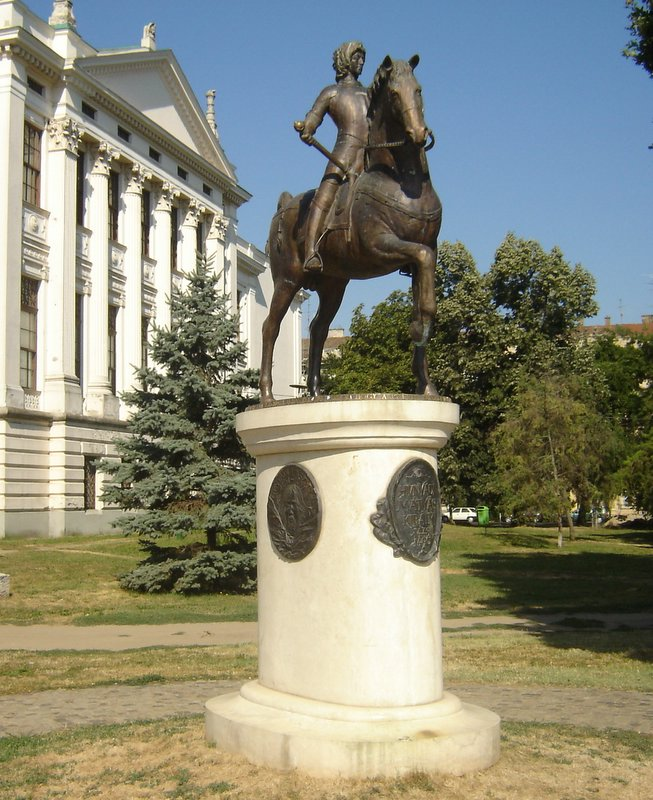
A Móra Ferenc múzeum hátulról, előtérben a Hunyadiak szobra (Lapis András alkotása)

A Móra Ferenc Múzeum Szeged szívében, a Tisza-part és a Belvárosi híd találkozásánál fekszik, patinás épülete a városkép meghatározó része. Az intézmény a régió kiemelkedő kulturális központja. Állandó és folyamatosan megújuló időszaki kiállításai mellett komoly régészeti, néprajzi, irodalomtörténeti, történettudományi, természettudományi és numizmatikai kutatómunka folyik a Kultúrpalota falai között.

## Története
A Városi Múzeumot és Könyvtárat 1883-ban alapították Somogyi Károly esztergomi kanonok városnak adományozott könyvtárából. 1896-ban készült el az új, ma is használt neoklasszicista stílusú épület Steinhardt Antal és Láng Adolf tervei alapján. A múzeumi és könyvtári együttes intézményt Közművelődési Palotának nevezték, mely 1950-ben vált ketté - a múzeum ekkor vette fel Móra Ferenc nevét. 
A közgyűjteményt a 19. században Reizner János, Szeged város történetének kiváló ismerője vezette, a 20. század elején pedig íróként, újságíróként is közismert muzeológusok igazgatták: Tömörkény István, majd Móra Ferenc. Móra Ferencet Cs. Sebestyén Károly, Csallány Dezső, Szőke Mihály, Bálint Alajos követte, majd 1970-ben Trogmayer Ottó régészeti kutató és egyetemi oktató került az igazgatói székbe. Ő majdnem három évtizedig állt a múzeum élén, igazgatása alatt fejlődött az ópusztaszeri Nemzeti Történeti Emlékpark. Őt követte Vörös Gabriella régész-muzeológus, majd Zombori István történész, jelenleg pedig Fogas Ottó régész áll a múzeum élén.

## Szervezete
1950-ben a múzeum és a könyvtár különvált, de továbbra is egy épületben üzemeltek. 1984-ben a könyvtár új, külön palotába költözött a Dóm térre. A Móra Ferenc Múzeum 2013 óta megyei hatókörű városi múzeumként, négy szegedi kiállítóhellyel működik.

### A Móra Ferenc Múzeum kiállítóhelyei
- Fekete ház
- Kass Galéria
- Varga Mátyás Színháztörténeti Kiállítóhely
- Vármúzeum és Kőtár

## Gyűjteményei
A Móra Ferenc Múzeum a több mint 1,2 millió nyilvántartott műtárgyat magában foglaló közgyűjteményével az ország legnagyobb megyei hatókörű városi múzeumainak egyike. Igen gazdag régészeti, természettudományi, néprajzi, képzőművészeti, numizmatikai, történeti gyűjteménnyel rendelkezik. Újabb feltárások, ajándékozás és vásárlások útján tovább gyarapodik az állomány. Becses értékei közt szerepel többek között Munkácsy Mihály Honfoglalás című festményének szén- és színvázlata, Vágó Pál festménye az 1879-es szegedi árvízről, Giorgio Vasari Angyali üdvözlet című remekműve, valamint a nagyszéksósi lelet.

## Állandó kiállításai, látványtárai
- Móra Ferenc emlékszoba
- Lucs Ferenc-képgyűjtemény
- Patikatörténeti kiállítás
- Csak egy földünk van (Természettudományi állandó kiállítás)
- "Szöged hírös város" (Néprajzi állandó kiállítás)
- "Minden, ami arany" (Látványtár a múzeum aranykincseiből)
- Néprajzi látványtár
- Természettudományi látványtár